# Antennmalar (fjäril)
Antennmalar (Adelidae) är en familj i insektsordningen fjärilar. Larverna lever som minerare på växter.

## Kännetecken
Antennmalar är små fjärilar med ett vingspann på mellan 7 och 24 millimeter. De har extremt långa trådformade antenner, speciellt hanen som kan ha antenner som är fyra gånger längre än framvingen. Vingarna har oftast nyanser av gult, grått eller brunt, ibland metallglänsande. Larverna är vita eller grönaktiga med mörkt huvud.

## Levnadssätt
De flesta antennmalar är dagaktiva och kan ofta ses på blommor. Vissa arter kan svärma i stort antal. Larverna lever på olika slags örter, till en början ofta i själva blomman. 

## Systematik
Antennmalar bildar tillsammans med 5 andra familjer överfamiljen Incurvariodea. Det finns 300 beskrivna arter i 11 släkten. I Norden finns 24 kända arter. 
Släkten enligt Catalogue of Life:
- Adela
- Adelites
- Cauchas
- Ceromitia
- Chalceopla
- Exorectis
- Nematopogon
- Nemophora
- Trichofrons
- Trichorrhabda
- Ulometra